# Eishockey-Landesliga Bayern 1986/87
Die Eishockey-Landesliga Bayern 1986/87 wurde unter dem Dach des Bayerischen Eissportverbandes (BEV) organisiert und war nach der Bayernliga eine der sechsthöchsten Spielklassen im deutschen Eishockey.

## Saisonverlauf
Die Eishockey-Landesliga 1986/87 war die 39. Ausspielung dieser Liga. Meister und Aufsteiger wurde der Kulmbacher EC. Die weiteren Aufsteiger in die Bayernliga 1987/88 waren die Teams auf den Plätzen drei und vier mit dem VfL Waldkraiburg und dem EC Pfaffenhofen. Der Vizemeister EV Füssen 1b hat sein Aufstiegsrecht nicht wahrgenommen und hat sich am Ende der Saison zusammen mit dem TSV Dietramszell und dem SV Hof aus der Liga zurückgezogen.

### Modus
In der Saison 1986/87 wurde mit 37 Mannschaften in vier Hauptrundengruppen eine Einfachrunde ausgespielt. Nach der Hauptrunde waren jeweils die Gruppensieger für die Meisterrunde qualifiziert, in welcher der bayerische Landesligameister und drei Aufsteiger ermittelt wurden. Die Zweitplatzierten jeder Gruppe spielten in einer Platzierungsrunde die Plätze fünf bis acht aus. Der Gruppensieger West hat an der Meister- bzw. Platzierungsrunde nicht teilgenommen, so ging die Teilnahmeberechtigung an die Nachplatzierten der Gruppe über. Da es am Ende der Saison drei Rückzieher gab, kam eine Abstiegsregelung nicht mehr zur Geltung.

## Teilnehmer
Nicht mehr dabei waren die Auf- und Absteiger der Vorsaison. Neu hinzukamen der VfL Waldkraiburg, Absteiger aus der 2. Bundesliga, der EV Berchtesgaden und der EV Mittenwald, Absteiger aus der Regionalliga Süd, der EV Regensburg 1b, der ESC Vilshofen, Absteiger aus der Bayernliga und die Aufsteiger aus der bayerischen Kreisliga.

### Hauptrunde
|           | Gruppe 1 (Nord) | Gruppe 2 (Ost)       | Gruppe 3 (Süd)             | Gruppe 4 (West)       |
| --------- | --------------- | -------------------- | -------------------------- | --------------------- |
| 1. Platz  | Kulmbacher EC   | EC Pfaffenhofen      | VfL Waldkraiburg (A)       | SV Hohenfurch         |
| 2. Platz  | ERSC Amberg     | EV Regensburg 1b (A) | EV Berchtesgaden (A)       | EV Füssen 1b          |
| 3. Platz  | Bad Kissingen   | ESC Vilshofen (A)    | ETC Höhenkirchen           | SV Kempten 1b         |
| 4. Platz  | ERC Hassfurt    | ESV Gebensbach       | TC 1860 Rosenheim          | TSV Marktoberdorf     |
| 5. Platz  | EC Erkersreuth  | SC Ergolding         | EC Schwaig                 | SG Hopferau-Eisenberg |
| 6. Platz  | ERV Schweinfurt | EV Bruckberg         | EV Fürstenfeldbruck 1b (N) | EV Mittenwald (A)     |
| 7. Platz  | ESC Höchstadt   | USC München          | ERSC Ottobrunn             | SC Forst              |
| 8. Platz  | SV Hof          | EV Aich              | EC Planegg-Geisenbrunn     | ESV Türkheim          |
| 9. Platz  | ESV Würzburg    |                      | TSV Dietramszell (N)       | TSV Oberbeuren        |
| 10. Platz |                 |                      | ASV Dachau                 | VfL Denklingen        |

(A) = Absteiger aus der Bayernliga, (N) = Neu in der Liga, (R) = Rückzug, Teilnehmer Meisterrunde fett gedruckt.

 Gruppensieger, Bayerischer LL-Meister  Gruppensieger  Absteiger / Rückzieher

Meister- und Aufstiegsrunde
|    | Mannschaft       | Spiele | Tore  | Diff. | Punkte |
| -- | ---------------- | ------ | ----- | ----- | ------ |
| 1. | Kulmbacher EC    | 6      | 48:30 | +18   | 10     |
| 2. | EV Füssen 1b     | 6      | 47:31 | +16   | 8      |
| 3. | VfL Waldkraiburg | 6      | 31:30 | +1    | 4      |
| 4. | EC Pfaffenhofen  | 6      | 10:45 | −35   | 2      |

 BLL-Meister und Aufsteiger  Aufsteiger, (N) = Neu in der Liga
Platzierungsrunde
|    | Mannschaft       | Spiele | Tore  | Diff. | Punkte |
| -- | ---------------- | ------ | ----- | ----- | ------ |
| 5. | ERSC Amberg      | 6      | 51:16 | +35   | 11     |
| 6. | EV Berchtesgaden | 6      | 29:20 | +9    | 8      |
| 7. | EV Regensburg 1b | 6      | 25:37 | −12   | 3      |
| 8. | EA Kempten 1b    | 6      | 18:50 | −32   | 2      |